# 三木小野インターチェンジ
三木小野インターチェンジ（みきおのインターチェンジ）は、兵庫県三木市鳥町にある山陽自動車道のインターチェンジ。山陽道における三木市および明石市・稲美町・播磨町・加古川市(北東部・東部)の最寄りインターチェンジであり、三木市と小野市との境に位置する。

## 歴史
- 1996年（平成8年）11月14日：神戸JCT - 三木小野IC間開通に伴い、供用開始[1]。
- 1997年（平成9年）12月10日：三木小野IC - 山陽姫路東IC間開通[1]。

## 周辺
- 白雲谷温泉ゆぴか - 車で約10分
- 三木ホースランドパーク（道の駅みきを併設） - 車で約5分
- ヤマダデンキテックランド三木店
- メガネのパリミキ三木店
- ラー麺 ずんどう屋三木店
- ニトリ三木店
- かっぱ寿司三木店
- 餃子の王将三木店
- らー麺 藤平三木店
- ラ・ムー三木西店
- オートバックス三木大村店
- 洋服の青山三木店
- ザ・ダイソー三木店
- エディオン三木店
- 道の駅みき
- 西濃運輸神明支店

## 接続する道路
- 直接接続
  - 国道175号（国道427号重複）三木バイパス（西脇方面・明石方面）

- 間接接続
  - 兵庫県道23号三木宍粟線（旧国道175号）
  - 兵庫県道360号正法寺三木停車場線

## 隣
E2 山陽自動車道
(3) 三木東IC - 三木SA/SIC（SICは事業中） - (4) 三木小野IC - 権現湖PA - (5) 加古川北IC